# Euryparasitus emarginatus
Euryparasitus emarginatus är en spindeldjursart som först beskrevs av Koch 1839.  Euryparasitus emarginatus ingår i släktet Euryparasitus och familjen Ologamasidae. Inga underarter finns listade i Catalogue of Life.